# السلام (الرقة)
السلام قرية سورية تتبع ناحية المنصورة في منطقة الثورة في محافظة الرقة. بلغ عدد سكانها 279 نسمة في عام 2004 حسب إحصاء المكتب المركزي للإحصاء.